# Hans Herrmann

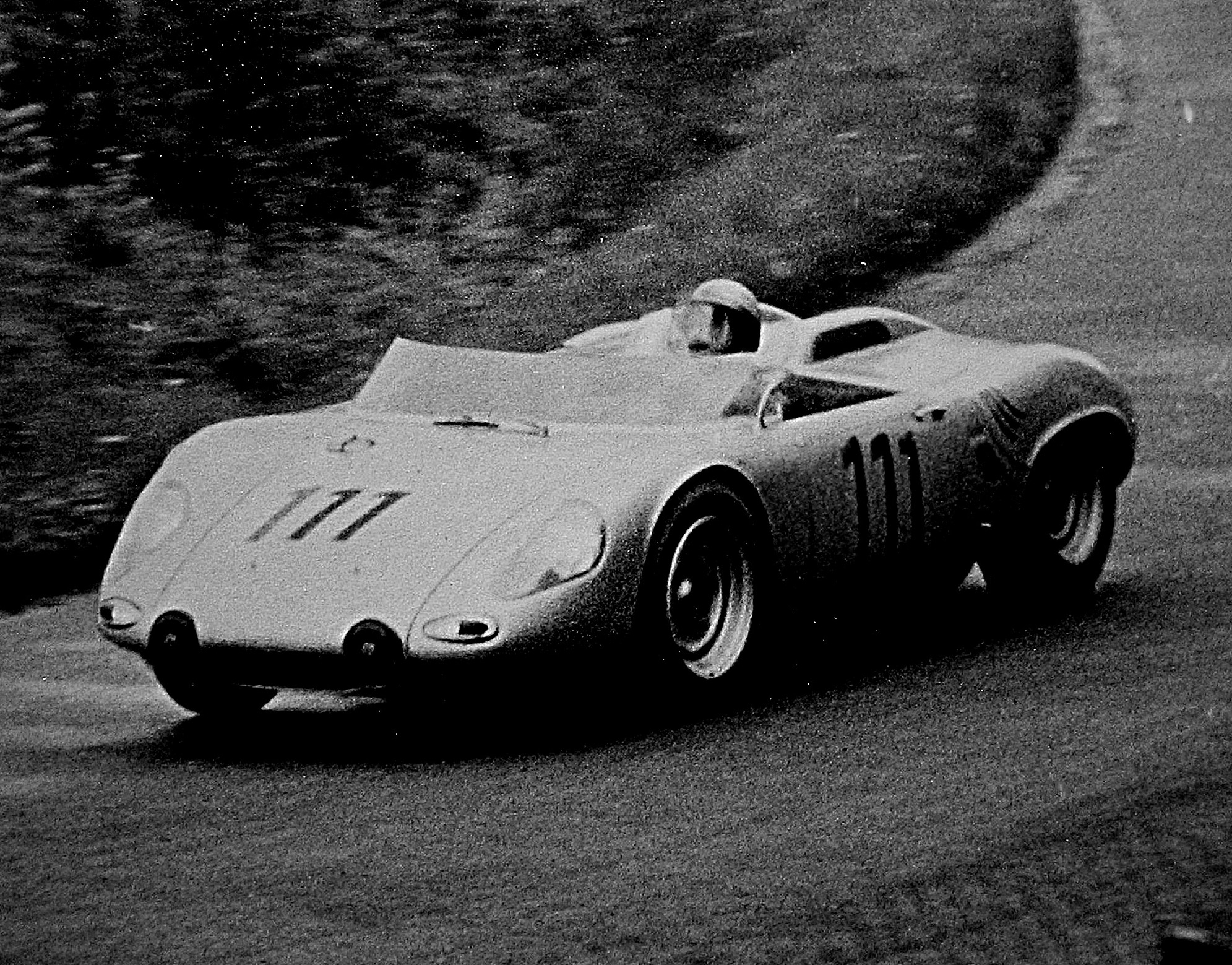
Hans Herrmann conduint un Porsche 718 a Nürburgring (1962)

 Hans Herrmann  va ser un pilot de curses automobilístiques alemany que va arribar a disputar curses de Fórmula 1 nascut el 23 de febrer del 1928 a Stuttgart, Alemanya.

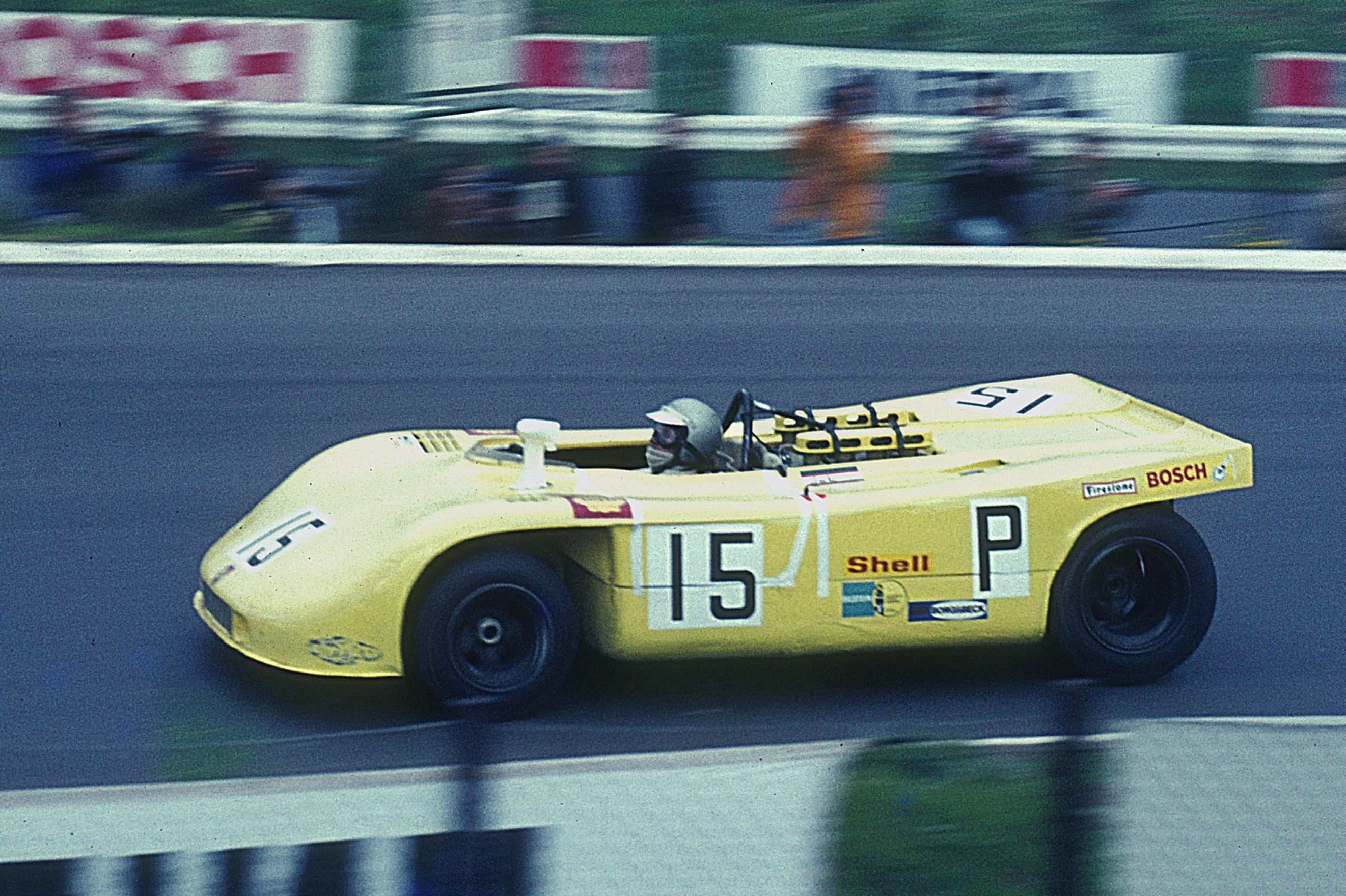
Hans Herrmann amb un Porsche 908 (1970)

## A la F1
Va debutar a la setena cursa de la quarta temporada de la història del campionat del món de la Fórmula 1, la corresponent a l'any 1953, disputant el 2 d'agost el GP d'Alemanya al Circuit de Nürburgring.
Hans Herrmann va participar en dinou curses puntuables pel campionat de la F1, disputades en vuit temporades diferents entre 1953 i 1961.
Fora de la F1 també va disputar nombroses curses destacant la victòria a les 24 hores de Le Mans de l'any 1971.

## Resultats a la Fórmula 1
| Any  | Equip                      | Xassís   | Motor    | 1      | 2       | 3   | 4       | 5       | 6       | 7     | 8       | 9       | 10      | 11    | Posició | Punts |
| ---- | -------------------------- | -------- | -------- | ------ | ------- | --- | ------- | ------- | ------- | ----- | ------- | ------- | ------- | ----- | ------- | ----- |
| 1953 | Hans Herrmann              | Veritas  | Veritas  | ARG    | 500     | HOL | BEL     | FRA     | GBR     | ALE 9 | SUI     | ITA     |         |       | -       | 0     |
| 1954 | Daimler Benz AG            | Mercedes | Mercedes | ARG    | 500     | BEL | FRA Ret | GBR 3   | ALE Ret | SUI 3 | ITA 4   | ESP Ret |         |       | 7è      | 8     |
| 1955 | Daimler Benz AG            | Mercedes | Mercedes | ARG 4* | MON NVS | 500 | BEL     | HOL     | GBR     | ITA   |         |         |         |       | 22è     | 1     |
| 1957 | Officine Alfieri Maserati  | Maserati | Maserati | ARG    | MON NVQ | 500 | FRA     | GBR     |         |       |         |         |         |       | -       | 0     |
| 1957 | Scuderia Centro Sud        | Maserati | Maserati |        |         |     |         |         | ALE Ret | PES   | ITA     |         |         |       | -       | 0     |
| 1958 | Scuderia Centro Sud        | Maserati | Maserati | ARG    | MON     | HOL | 500     | BEL     | FRA     | GBR   | ALE Ret | POR     |         |       | -       | 0     |
| 1958 | Jo Bonnier                 | Maserati | Maserati |        |         |     |         |         |         |       |         |         | ITA Ret | MAR 9 | -       | 0     |
| 1959 | Scuderia Centro Sud        | Cooper   | Maserati | MON    | 500     | FRA | HOL     | GBR Ret |         |       |         |         |         |       | -       | 0     |
| 1959 | British Racing Partnership | BRM      | BRM      |        |         |     |         |         | ALE Ret | POR   | ITA     | USA     |         |       | -       | 0     |
| 1960 | Porsche System Engineering | Porsche  | Porsche  | ARG    | MON     | 500 | USA     | HOL     | BEL     | FRA   | GBR     | POR     | ITA 6   |       | 22è     | 1     |
| 1961 | Porsche System Engineering | Porsche  | Porsche  | MON 9  |         |     |         |         | ALE 13  | ITA   | USA     |         |         |       | -       | 0     |
| 1961 | Ecurie Maarsbergen         | Porsche  | Porsche  |        | HOL 15  | BEL | FRA     | GBR     |         |       |         |         |         |       | -       | 0     |

### Resum
| Curses: | Victòries: | Pòdiums: | Poles: | Voltes ràpides: | Punts: |
| ------- | ---------- | -------- | ------ | --------------- | ------ |
| 19      | 0          | 1        | 0      | 1               | 10     |